# Dreamin' Away
"Dreamin' Away" é o single de estreia da cantora Melody, lançado através da Toy's Factory em 19 de fevereiro de 2003.

## Desempenho comercial
O single ficou nas paradas da Oricon durante 8 semanas e alcançou a 33ª posição.

## Lista de faixas
| Lista de faixas: |                         |                                                          |                       |                        |         |  |
| N.º              | Título                  | Letras                                                   | Música                | Arranjo                | Duração |  |
| 1.               | "Dreamin' Away"         | melody., Rob Boldt, Fergie, Renee Sands, Stephanie Ridel | Rob Boldt             | Rob Boldt              | 3:18    |  |
| 2.               | "Now"                   | Sunny Hilden                                             | Narada Michael Walden | Peter "Peas" McEvilley | 3:33    |  |
| 3.               | "24 seven"              | Maiko Nakagawa                                           | Rob Boldt             | Rob Boldt              | 3:30    |  |
| 4.               | "Dreamin' Away" (Remix) |                                                          |                       |                        | 4:59    |  |
| Duração total:   | Duração total:          | Duração total:                                           | Duração total:        | Duração total:         | 14:50   |  |